# Lokovica (gmina Prevalje)
Lokovica – wieś w Słowenii, w gminie Prevalje. W 2018 roku liczyła 145 mieszkańców.